# Pricolici
Pricoliciul este, în mitologia românească, un duh rău, în care se presupune că se transformă unii oameni după moarte și care ia înfățișarea unor animale.
Ca strigoii, ei sunt spirite malefice, trezite din morminte spre a face rău oamenilor. În timp ce strigoii se aseamănă cu forma pe care au avut-o în viață, pricolicii apar întotdeauna ca lupi sau câini mari și fioroși. Se crede că oamenii cu adevărat răi se transformă în pricolici după moarte și continuă să le facă rău altor oameni nevinovați.
De asemenea pricolicii sunt cunoscuți în lumea vie ca și copii făcuți între rudele de gradul 1 și 2 care se nasc cu coadă sau două „cucuie” în cap semnificând coarne de diavol.
Pricolicii mai sunt arătați în mitologia românească asemeni unor copii cu o energie care nu se mai termină, care fac numai năzdravanii și rău altor oameni, și care comunică cu animalele pentru a face pagubă - precum vite pentru a nu mai da lapte, găini pentru a nu mai da ouă, câini etc.
Pricoliciul este menționat pentru prima dată de Dimitrie Cantemir în Descrierea Moldovei , sub forma Tricolici. Dimitrie Cantemir explică (op. cit., p. 262) : „Este întocmai ceea ce franțujii înseamnă le loup garou. Ei zic că cu meșteșugul vrăjilor oamenii se pot preface în lupi și alte fiare sălbatice și că pot să-și însușească în așa chip firea acestora, că pot să se năpustească asupra oamenilor și dobitoacelor și să-i sfâșie.”
Etimologia termenului este necunoscută.